# Tupolev Tu-121
Le Tupolev Tu-121 était un avion sans pilote, destiné à être utilisé comme missile de croisière, conçu par Tupolev en Union soviétique pendant la guerre froide.

## Développement
En 1957, le bureau d'études Tupolev était en pointe. Leur Tu-95 était activement introduit dans l’armée de l’air, leur Tu-16 était produit dans trois usines. Tupolev, cependant, s’inquiétait de l’intérêt croissant de Nikita Khrouchtchev pour les missiles. L’URSS avait fait des progrès significatifs dans la science des missiles et se préparait à lancer son premier missile, le R-7. Les missiles semblaient invincibles pour les systèmes antiaériens existants et futurs. Les bombardiers soviétiques n’avaient pas cette chance, étant extrêmement vulnérables. Le système NORAD, qui était développé et déployé par les États-Unis à l’époque, était pratiquement impénétrable pour les bombardiers stratégiques de l’époque. Diverses tentatives d’armer les Tu-95 avec des missiles avaient un sérieux inconvénient : le bombardier lui-même restait vulnérable aux avions d'interception et aux missiles sol-air.
Le Tu-121 a été conçu comme un avion capable d’atteindre des vitesses de plus de 2000 km/h et une altitude de vol de 50 km, ce qui lui permettrait de pénétrer facilement les systèmes de défense aérienne et antimissile américains.
Cependant, dès le début, Tupolev lui-même s’est rendu compte que son bureau n’était pas en mesure de développer un tel avion. Le plus gros problème était l’énorme chaleur. Les matériaux nécessaires à la construction du bouclier thermique n’ont été développés que dans les années 1980 pour le programme Bourane.
L’avion a été construit et plusieurs lancements d’essai ont été effectués. Cependant, il n’est pas allé au-delà de la phase de prototype. Le missile R-12, développé par Mikhail Yanguel, avait une meilleure portée et une meilleure précision. Le projet est officiellement annulé le 5 février 1960.
L’avion était un monoplan entièrement métallique, fabriqué presque entièrement à partir de matériaux traditionnels. L’aile n’avait pas de dispositifs hypersustentateurs. L’avion était contrôlé à l’aide de stabilisateurs verticaux et horizontaux. La majeure partie du fuselage était constituée des réservoirs de carburant.